# Hans Alfred von Kretschmar

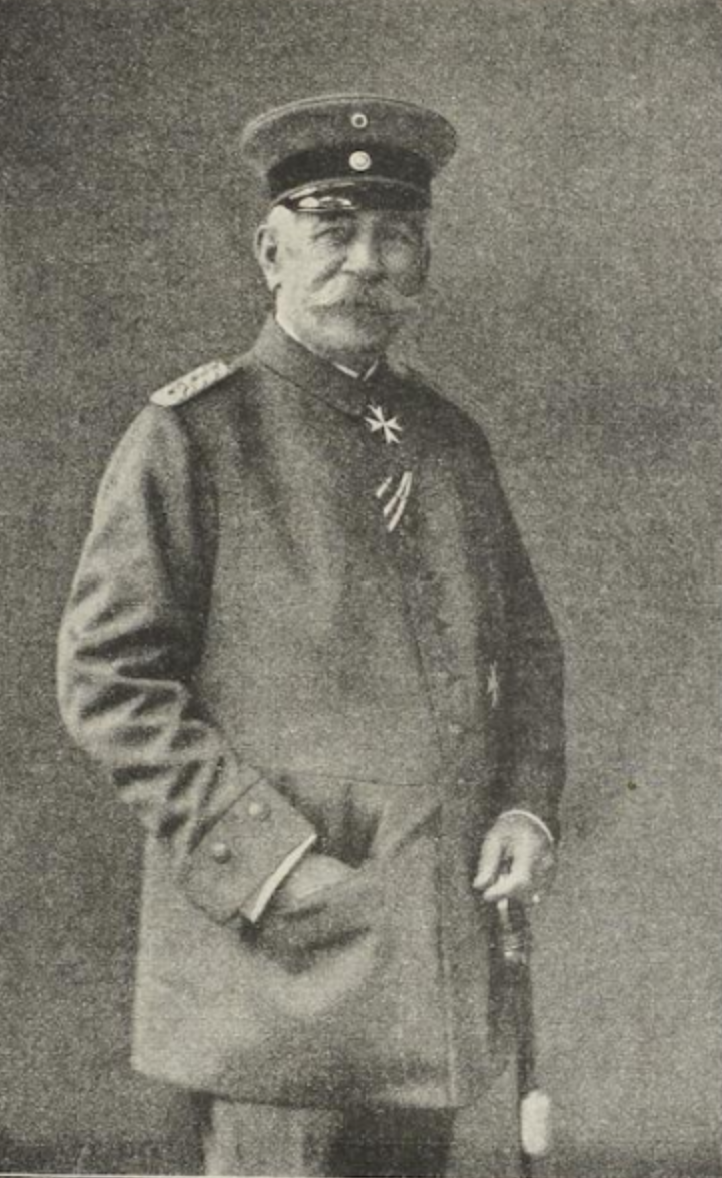
Alfred von Kretschmar in Uniform

Hans Alfred von Kretschmar (* 15. Mai 1846 in Dresden; † 29. Dezember 1917 ebenda) war ein sächsischer Offizier, Schriftsteller und 1. Vorsitzender der Gesellschaft für Historische Waffen- und Kostümkunde.

## Leben

### Karriere
Von Kretschmar wurde am 1. April 1861 als Artillerieschüler an die Artillerieschule unter Hauptmann Andree in der sächsischen Armee aufgenommen. Er nahm im Rang eines Leutnants als Adjutant im sächsischen Artilleriekommando am Deutschen Krieg teil. Nach Beförderung zum Oberleutnant am 1. Februar 1869 nahm er auch am Deutsch-Französischen Krieg teil. 1870 wurde seine Position als Adjutant im Dresdner Regimentsstab des Festungs-Artillerie-Regiment Nr. 12 unter Oberst Weigel angegeben. Am 24. April 1872 wurde er zum Hauptmann befördert. 1876 diente er als Hauptmann im Königlich-Sächsischen 1. Feldartillerie-Regiment Nr. 12. Im Jahr 1877 wurde er Lehrer an der Vereinigten Artillerie- und Ingenieurschule in Berlin. Bis dahin wurde er mit dem Albrechts-Orden mit Kriegsdekoration, dem Eisernen Kreuz II. Klasse und dem Fürstlich-Reußischen Zivilverdienstkreuz ausgezeichnet. Am 24. März 1891 schied er mit dem Charakter eines Obersts aus dem 2. Feldartillerie-Regiment Nr. 28 der sächsischen Armee aus.
Nachfolgend diente er in der Leitung der Firma Friedrich Krupp und geriet dort noch enger in den Kontakt mit der Technik der Kriegswaffen. Seine Position war als Abteilungsleiter der Abteilung Kanonen-Ressort II. und im Department I für Korrespondenz, Bearbeitung der Versuche, Aufstellung von Reglements etc. Im Dienste der Firma Krupp konnte er längere Aufenthalte in Ostasien genießen. In dieser Position wurde er am 17. Februar 1896 zum Ehrenritter des Johanniterorden geschlagen. Er zog im frühen 20. Jahrhundert in die Körnerstraße 9 in Radebeul. Von 1878 bis zu seinem Tode war er Mitglied des Herold.
Bis 1914 wurde er auch noch mit dem Roten Adlerorden IV. Klasse, dem Dienstauszeichnungskreuz, der silbernen Carola-Medaille, dem Kommandeurkreuz des bulgarischen St.-Alexander-Orden, dem Orden vom Doppelten Drachen II. Klasse, dem Offizierkreuz des Orden der Heiligen Mauritius und Lazarus, dem Kommandeurkreuz des Orden der Italienischen Krone, dem Komturkreuz des Greifenorden, dem Orden der Eisernen Krone II. Klasse, dem königlichen Kronenorden III. Klasse und dem Ritterkreuz I. Klasse vom Hausorden vom Weißen Falken ausgezeichnet.

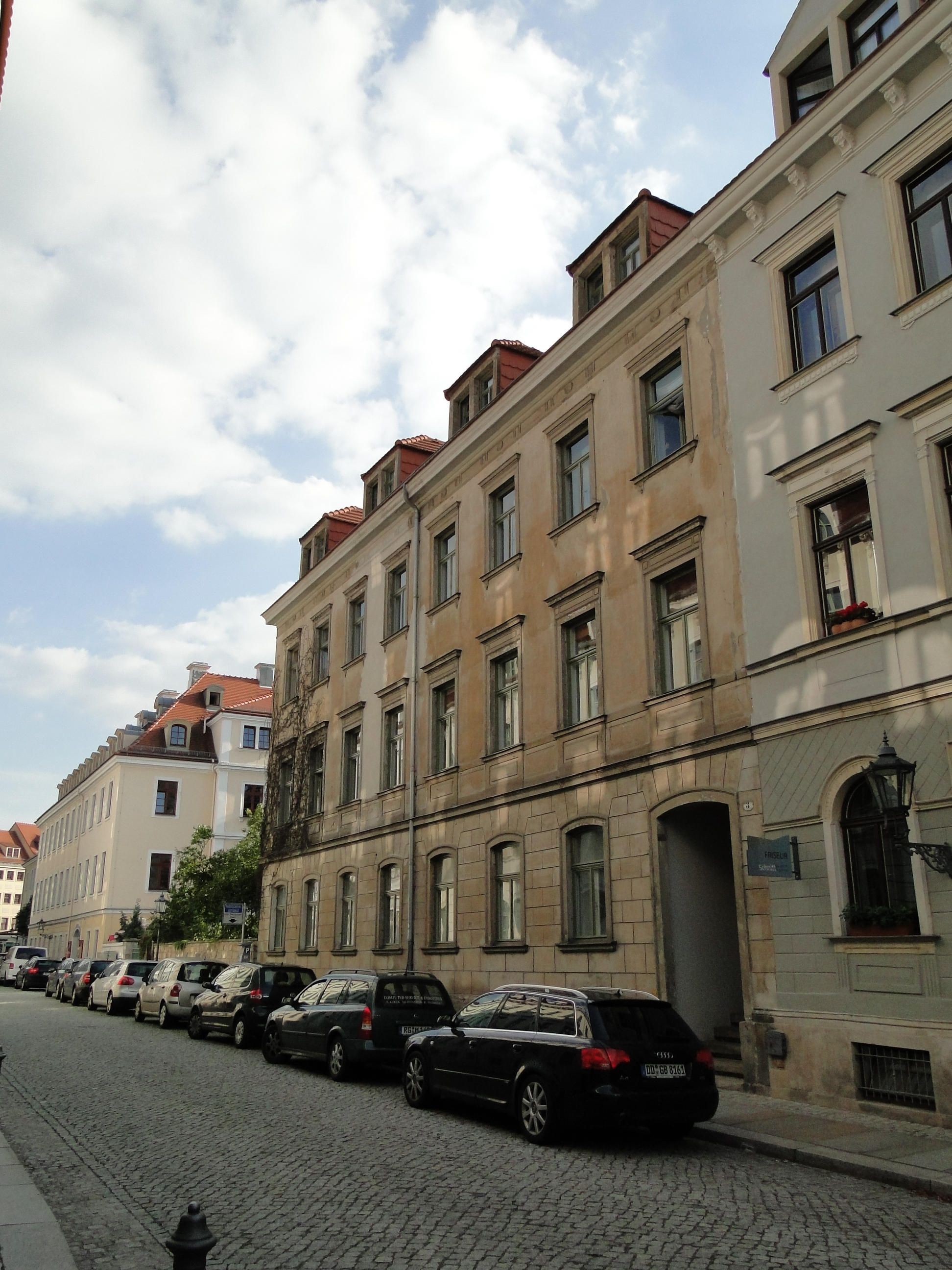
Von Kretschmars Wohnung

1897 wurde er Gründungsmitglied und 1. Vorsitzender der Gesellschaft für Historische Waffen- und Kostümkunde. Als Heraldiker wurde er auch Mitglied der königlichen Kommission zur Erhaltung der Kunstdenkmale und vertrat den Verein während der Stockholmer Tagung im Jahre 1914. 1908 war er im Arbeitsausschuss für die Große Kunstausstellung in Dresden. 1912 beteiligte er sich an der Organisation des Sachsenfests. 1914 zog er in die Nieritzstraße 3 in Dresden. Er starb an einer Lungenentzündung.

## Schriften
- Geschichte Der Kurfurstlich Und Königlich Sächsischen Feld-Artillerie Von 1620-1820. 1876 (Digitalisat)
- Anleitung zur Darstellung von Wappen. Berths v. Baensch Stiftung, 1913